# Podpeč nad Marofom
Podpeč nad Marofom je naselje v Občini Šentjur.